# Guillaume Gillet
Guillaume Gillet (Luik, 9 maart 1984) is een Belgisch voetbalcoach en voormalig voetballer die doorgaans als middenvelder speelde. Hij speelde tweeëntwintig interlands voor de Belgische nationale ploeg.
Gillet kon zowel als verdedigende middenvelder en als rechtsachter uitgespeeld worden. Hij brak door bij KAA Gent, waarna hij een transfer naar RSC Anderlecht versierde. Bij Anderlecht won hij vier landstitels, drie super cups en één beker. Tussen 2015 en 2020 verdedigde hij de kleuren van onder meer FC Nantes en Olympiakos. In 2020 keerde hij terug naar de Jupiler Pro League om Sporting Charleroi extra ervaring te bezorgen. In januari 2022 stapte hij over naar 1B-club Waasland-Beveren waar hij zijn carrière als profvoetballer beëindigde.

## Spelerscarrière

### Jeugd
Guillaume Gillet, geboren en getogen in het Waalse Luik, begon zijn voetbalcarrière bij de jeugd van CS Visé, maar belandde al snel bij RFC de Liège. Op een korte doortocht bij Standard Luik na verbleef Gillet bijna 10 jaar in de jeugd van RFC de Liège.

### Beginjaren
In 2002/03 debuteerde Gillet in het eerste elftal van RFC de Liège. Een jaar later werd hij meteen titularis bij de derdeklasser. De carrière van Gillet ging in rasse schreden vooruit. In 2004 ruilde hij RFC de Liège in voor tweedeklasser Visé en een jaar later verhuisde hij naar het KAS Eupen van trainer Marc Grosjean. Bij tweedeklasser Eupen werd Gillet een belangrijke pion. De club kon zich goed handhaven in de middenmoot en had dat vooral te danken aan Gillet die met 16 goals goed was voor meer dan een derde van de Eupense doelpunten.

### KAA Gent
De prestaties van Gillet ontgaan ook de eersteklassers niet. In de zomer van 2006 haalde KAA Gent de 22-jarige Luikenaar in huis voor ruim €400.000,-. Hij tekende er een contact voor 3 jaar. In het elftal van trainer Georges Leekens werd Gillet op de positie van rechtsachter geposteerd. Hij maakte er met zijn aanvallende impulsen meteen indruk. In zijn eerste seizoen bereikte hij met de Buffalo's de halve finale van de Beker van België. In zijn periode bij Gent schopte Gillet het tot Rode Duivels.

### RSC Anderlecht
RSC Anderlecht beschikte met Marcin Wasilewski slechts over één rechtsachter in het seizoen 2007/08. Daarom besloot de club om Gillet tijdens de winterstop aan te trekken. Paars-wit betaalde zo'n €2.200.000,- voor zijn transfer. Gillet tekende er een contract voor 3,5 jaar. Gillet was in de winterstop de 3de transfer voor Anderlecht na aanvaller Stanislav Vlček en middenvelder Thomas Chatelle. Onder trainer Ariël Jacobs werd hij een middenvelder die zowel centraal als op de rechterflank kon uitgespeeld worden. Hij bereikte met de Brusselaars in 2008 de finale van de Beker van België en nam het daarin op tegen zijn vorige club. Gent kwam twee keer op voorsprong, maar uiteindelijk scoorde Gillet zelf de beslissende 3-2. Het was de eerste keer sinds 1994 dat Anderlecht nog eens de Beker van België in de hoogte mocht steken.
Gillet vormde aanvankelijk samen met Lucas Biglia en Jan Polák een sterk trio op het middenveld. Door de beenbreuk van Wasilewski werd hij in het seizoen 2009/10 opnieuw een rij naar achter geschoven. Gillet werd opnieuw rechtsachter en bleef dat tot de terugkeer van Wasilewski in 2011. Nadien nam hij terug zijn plaats op het middenveld in.
Bij aanvang van het seizoen 2011/12 straalde Gillet weinig vertrouwen uit. Hij speelde ondermaats en dreigde uit het elftal te vallen. Jacobs behield het vertrouwen, waardoor hij na enkele weken terug zijn oude vorm vond. Zowel in de competitie als in de Europa League vond hij makkelijk de weg naar doel. Nadien zakte hij opnieuw wat weg, maar in de play-offs was hij opnieuw van goudwaarde. In de titelwedstrijd tegen Club Brugge scoorde hij in de toegevoegde tijd op strafschop. Met dit doelpunt bezorgde hij Anderlecht opnieuw de landstitel.

#### Verhuur aan SC Bastia
RSC Anderlecht besloot Guillaume Gillet uit te lenen voor het seizoen 2014-15 aan Bastia. De polyvalente speler van Anderlecht had aangegeven te willen vertrekken en kreeg de kans om zich te tonen bij de club in de Ligue 1. Gillet heeft een sterk seizoen gespeeld bij de Corsicaanse Club, zo goed zelfs dat de supporters hem hebben verkozen tot beste speler van het seizoen. Hij speelde 43 wedstrijden voor Bastia. Hierin wist hij driemaal te scoren en zorgde hij tweemaal voor een assist. Hij haalde met Bastia ook de finale van de Franse Ligabeker waarin verloren werd met 4-0 tegen Paris Saint-Germain.

#### Terugkeer naar RSC Anderlecht
Tijdens de eerste seizoenshelft van seizoen 2015/16 kwam Gillet iets wat verrassend terug naar RSC Anderlecht. Hij werd er de nieuwe rechtsachter. Hoewel paars-wit Gillet een contractverlenging van twee jaar aanbood, liet de polyvalente rechtsachter verstaan te willen vertrekken. Op 27 december speelde hij zijn laatste wedstrijd voor paars-wit maakte hij vanop de penaltystip de 2-1 tegen Westerlo. Hij kreeg een staande ovatie en een oorverdovend applaus voor zijn carrière bij Anderlecht. Gillet speelde in totaal 330 wedstrijden voor Anderlecht. Met Anderlecht werd hij vier keer kampioen.

### FC Nantes
In december 2015 realiseerde Gillet een transfer naar FC Nantes in de Ligue 1. De Franse club betaalde €2.000.000,- aan Anderlecht. Hij tekende er een contract voor 2,5 jaar. Gillet kwam er op voorspraak van de toenmalige trainer Sergio Conceiçao. Gillet werd er vooral uitgespeeld als middenvelder en box-to-box speler. Hij was een toptransfer voor Nantes. Dat was ook Marc Wilmots niet ontgaan. In maart 2016 werd Gillet na een afwezigheid van ruim 2 jaar opnieuw opgeroepen voor de Rode Duivels als voorbereiding op het Europees kampioenschap 2016. Gillet speelde in totaal 1,5 seizoen bij de Bretoense club. Hierin speelde hij 63 wedstrijden waarin hij 5 keer tot scoren kwam. Gillet droeg zelfs de aanvoerdersband van de Kanaries.

### Olympiakos Piraeus
Op 5 augustus 2017 maakte Gillet bekend dat hij naar Olympiakos vertrekt, ondanks een nog lopend contract. De Griekse kampioen haalde Rode Duivel Guillaume Gillet weg bij Nantes voor ruim €1.000.000,-. De voormalige polyvalente middenvelder van Anderlecht tekende een contract voor 2 seizoenen bij de Griekse topclub. Hij kwam er op voorspraak van trainer Besnik Hasi. Hasi kende de kwaliteiten van Gillet goed. Ze werden samen kampioen bij Anderlecht. Gillet kwam bij Olympiakos een aantal oude bekenden tegen uit de Jupiler Pro League. Hij speelde er samen met Vadis Odjidja en Silvio Proto, allebei ex-Anderlecht ploeggenoten en met Björn Engels en Mehdi Carcela.
Sportief gezien was het een van de moeilijkste jaren uit zijn carrière. Gillet zat er na het ontslag van Hasi vaak op de bank wegens extra-sportieve redenen. Op het einde van het seizoen werd zijn contract in onderling overleg ontbonden.

### RC Lens
Guillaume Gillet tekende in augustus 2017 een contract van 1 jaar, met optie voor een bijkomend jaar bij RC Lens dat in de Ligue 2 uit komt. Eerder werd hij gelinkt aan een overstap naar Antwerp. Het is al zijn 3de avontuur in Frankrijk. Met de komst van Gillet onderstreepte de club zijn ambities. RC Lens kon zijn ambities om te promoveren naar de Ligue 1 echter niet waarmaken. Lens werd pas 5de in de Ligue 2. Na een straffe reeks barrageduels kwam het toch op een zucht van een ticket naar de Ligue 1. In de finale over twee wedstrijden moesten de Noord-Fransen de duimen leggen tegen Dijon FCO. Gillet droeg toen de aanvoerdersband. Gillet verlengde zijn contract bij RC Lens met één jaar voor het seizoen 2019/20. Hij wou met Lens terug een gooi doen naar promotie naar de Ligue 1.
Met Lens dwong hij in zijn tweede seizoen de promotie af naar de League 1. Hoewel hij hierin een belangrijke rol had kreeg hij echter geen contractverlenging. Voor Lens kwam hij in twee seizoenen 55 keer in actie. Hierin wist hij drie keer te scoren.

### Royal Charleroi Sporting Club
Nadat Gillet dicht bij een tweejarig contract stond bij Moeskroen, kwam er toch nog een plotwending. Sporting Charleroi, dat al een tijdje interesse toonde, zwaaide met een contract voor slechts één seizoen. Bij de Carolo’s heeft Gillet het vooruitzicht om nog een laatste keer Europees voetbal te kunnen meemaken. Ook het vooruitzicht van bij een ambitieuze club uit de top zes van de Belgische competitie te spelen onder leiding van Belhocine beviel hem. Hij kwam transfervrij over. In seizoen 2020-21 was Gillet een vaste waarde in de ploeg maar in het volgend seizoen zat hij vaak op de bank. In onderling overleg werd zijn contract vroegtijdig begin januari 2022 opgezegd. Hij kwam 47 matchen in actie.

### Waasland-Beveren
Op 13 januari 2022 werd Gillet voorgesteld als nieuwe speler door 1B-club KVRS Waasland - SK Beveren tijdens de winterstage van de club in Alhaurin (Malaga, Spanje), waaraan hij meteen deelnam. De club stond op dat moment tweede in de rangschikking van 1B en sprak naar aanleiding van de komst van Gillet de ambitie uit om zo snel mogelijk terug te keren naar 1A.

### Tweede terugkeer naar RSC Anderlecht
Medio mei 2022 ondertekende de 38-jarige Gillet een contract bij RSC Anderlecht om in het seizoen 2022/23 aan te treden bij de RSCA Futures, het beloftenelftal van de club dat in het seizoen 2022/23 zijn opwachting maakte ij Eerste klasse B. Een maand later keerden Gillet en Anderlecht op hun stappen terug: Gillet werd er trainer in plaats van speler.

## Trainerscarrière

### RSC Anderlecht
In juni 2022 werd Gillet als T3 toegevoegd aan de staf van hoofdtrainer Felice Mazzù voor de A-kern en hij werd ook lid van de staf van Robin Veldman bij de RSCA Futures. Toen Mazzù eind oktober ontslagen werd, schoof Veldman door naar het A-elftal en viel Gillet in bij de RSCA Futures. Een paar weken later raakte bekend dat Veldman definitief bij de A-kern bleef, waardoor Gilliet permanent aanbleef als hoofdtrainer van de RSCA Futures. Onder leiding van Gillet eindigden de RSCA Futures in hun eerste seizoen zesde in de reguliere competitie, waardoor de Anderlecht-beloften mochten deelnemen aan de promotie-playoffs – hoewel ze weliswaar niet in aanmerking kwamen voor promotie. Daarin sprokkelden de RSCA Futures slechts 3 op 30.
Op 16 juni 2023 liet Anderlecht weten dat Gillet en de club na afloop van het seizoen 2022/23 in onderling overleg uit elkaar waren gegaan.

### België –19
In februari 2025 werd Gillet, die na zijn vertrek bij Anderlecht gelinkt werd aan onder andere Eendracht Aalst en RCS Verlaine, aangesteld als de assistent van Sven Vermant bij België –19.

## Clubstatistieken
| Seizoen | Club               | Land                 | Competitie      | Competitie | Competitie | Supercup | Supercup | Beker | Beker | Europees | Europees | Totaal | Totaal |
| Seizoen | Club               | Land                 | Competitie      | Wed.       | Dlp.       | Wed.     | Dlp.     | Wed.  | Dlp.  | Wed.     | Dlp.     | Wed.   | Dlp.   |
| ------- | ------------------ | -------------------- | --------------- | ---------- | ---------- | -------- | -------- | ----- | ----- | -------- | -------- | ------ | ------ |
| 2002/03 | RFC de Liège       | Vlag van België      | Derde klasse    | 3          | 0          | —        | —        | 0     | 0     | —        | —        | 3      | 0      |
| 2003/04 | RFC de Liège       | Vlag van België      | Derde klasse    | 29         | 2          | —        | —        | 2     | 2     | —        | —        | 31     | 4      |
| 2004/05 | CS Visé            | Vlag van België      | Tweede klasse   | 33         | 4          | —        | —        | 1     | 0     | —        | —        | 34     | 4      |
| 2005/06 | KAS Eupen          | Vlag van België      | Tweede klasse   | 32         | 16         | —        | —        | 1     | 1     | —        | —        | 33     | 17     |
| 2006/07 | KAA Gent           | Vlag van België      | Eerste klasse   | 29         | 3          | —        | —        | 5     | 0     | 2        | 0        | 36     | 3      |
| 2007/08 | KAA Gent           | Vlag van België      | Eerste klasse   | 16         | 1          | —        | —        | 1     | 0     | 4        | 0        | 21     | 1      |
| 2007/08 | RSC Anderlecht     | Vlag van België      | Eerste klasse   | 17         | 3          | —        | —        | 4     | 1     | 3        | 0        | 24     | 4      |
| 2008/09 | RSC Anderlecht     | Vlag van België      | Eerste klasse   | 33         | 8          | 1        | 0        | 2     | 0     | 2        | 1        | 38     | 9      |
| 2009/10 | RSC Anderlecht     | Vlag van België      | Eerste klasse   | 28         | 2          | —        | —        | 2     | 0     | 14       | 0        | 44     | 2      |
| 2010/11 | RSC Anderlecht     | Vlag van België      | Eerste klasse   | 29         | 3          | 1        | 0        | 2     | 1     | 12       | 2        | 44     | 6      |
| 2011/12 | RSC Anderlecht     | Vlag van België      | Eerste klasse   | 35         | 14         | —        | —        | 0     | 0     | 8        | 5        | 43     | 19     |
| 2012/13 | RSC Anderlecht     | Vlag van België      | Eerste klasse   | 32         | 6          | 1        | 1        | 3     | 0     | 10       | 0        | 46     | 7      |
| 2013/14 | RSC Anderlecht     | Vlag van België      | Eerste klasse   | 33         | 4          | 1        | 0        | 0     | 0     | 5        | 0        | 39     | 4      |
| 2014/15 | → SC Bastia        | Vlag van Frankrijk   | Ligue 1         | 38         | 2          | —        | —        | 6     | 1     | —        | —        | 44     | 3      |
| 2015/16 | RSC Anderlecht     | Vlag van België      | Eerste klasse   | 20         | 3          | —        | —        | 2     | 0     | 6        | 3        | 27     | 6      |
| 2015/16 | FC Nantes          | Vlag van Frankrijk   | Ligue 1         | 19         | 1          | —        | —        | 2     | 1     | —        | —        | 19     | 1      |
| 2016/17 | FC Nantes          | Vlag van Frankrijk   | Ligue 1         | 35         | 2          | —        | —        | 1     | 0     | —        | —        | 36     | 2      |
| 2017/18 | FC Nantes          | Vlag van Frankrijk   | Ligue 1         | 1          | 0          | —        | —        | 0     | 0     | —        | —        | 1      | 0      |
| 2017/18 | Olympiakos Piraeus | Vlag van Griekenland | Super League    | 16         | 1          | 0        | 0        | 6     | 1     | 6        | 0        | 28     | 2      |
| 2018/19 | RC Lens            | Vlag van Frankrijk   | Ligue 2         | 26         | 1          | —        | —        | 2     | 0     | —        | —        | 28     | 1      |
| 2019/20 | RC Lens            | Vlag van Frankrijk   | Ligue 2         | 26         | 2          | —        | —        | 1     | 0     | —        | —        | 27     | 2      |
| 2020/21 | Sporting Charleroi | Vlag van België      | Eerste klasse A | 32         | 0          | —        | —        | 1     | 0     | 1        | 0        | 34     | 0      |
| 2021/22 | Sporting Charleroi | Vlag van België      | Eerste klasse A | 12         | 0          | —        | —        | 1     | 0     | —        | —        | 13     | 0      |
| 2021/22 | Waasland-Beveren   | Vlag van België      | Eerste klasse B | 12         | 0          | —        | —        | 0     | 0     | —        | —        | 12     | 0      |
| TOTAAL  | TOTAAL             | TOTAAL               | TOTAAL          | 586        | 78         | 4        | 1        | 45    | 8     | 73       | 11       | 708    | 98     |

## Interlandcarrière
Gillet werd voor het eerst opgeroepen in oktober 2007 voor de Rode Duivels. Hij debuteerde op 13 oktober 2007 in een vriendschappelijke interland tegen Finland. Hij stond meteen in de basiself. Guillaume speelde 9 jaar lang voor de nationale ploeg. Hierin kon hij zich nooit doorzetten als een echte basisspeler, dit omwille van de grote concurrentie. Gillet werd 35 keer geselecteerd voor de Rode Duivels, waarin hij 22 caps verzamelde. Hij wist 1 doelpunt te scoren tegen Kroatië, dit in een kwalificatiewedstrijd voor het WK 2014 in Brazilië.

## Interlands
| Interlands van Guillaume Gillet voor België | Interlands van Guillaume Gillet voor België | Interlands van Guillaume Gillet voor België | Interlands van Guillaume Gillet voor België | Interlands van Guillaume Gillet voor België | Interlands van Guillaume Gillet voor België |
| No.                                         | Datum                                       | Wedstrijd                                   | Uitslag                                     | Soort Wedstrijd                             | Doelpunten                                  |
| Als speler bij AA Gent                      | Als speler bij AA Gent                      | Als speler bij AA Gent                      | Als speler bij AA Gent                      | Als speler bij AA Gent                      | Als speler bij AA Gent                      |
| ------------------------------------------- | ------------------------------------------- | ------------------------------------------- | ------------------------------------------- | ------------------------------------------- | ------------------------------------------- |
| 1.                                          | 13 oktober 2007                             | België – Finland                            | 0 – 0                                       | EK Kwalificatie 2008                        | -                                           |
| 2.                                          | 17 november 2007                            | Polen – België                              | 2 – 0                                       | EK Kwalificatie 2008                        | -                                           |
| 3.                                          | 21 november 2007                            | Azerbeidzjan – België                       | 0 – 1                                       | EK Kwalificatie 2008                        | -                                           |
| Als speler bij RSC Anderlecht               |                                             |                                             |                                             |                                             |                                             |
| 4.                                          | 26 maart 2008                               | België – Marokko                            | 1 – 4                                       | Vriendschappelijk                           | -                                           |
| 5.                                          | 30 mei 2008                                 | Italië – België                             | 3 – 1                                       | Vriendschappelijk                           | -                                           |
| 6.                                          | 20 augustus 2008                            | Duitsland – België                          | 2 – 0                                       | Vriendschappelijk                           | -                                           |
| 7.                                          | 11 oktober 2008                             | België – Armenië                            | 2 – 0                                       | WK Kwalificatie 2010                        | -                                           |
| 8.                                          | 15 oktober 2008                             | België – Spanje                             | 1 – 2                                       | WK Kwalificatie 2010                        | -                                           |
| 9.                                          | 19 november 2008                            | Luxemburg – België                          | 1 – 1                                       | Vriendschappelijk                           | -                                           |
| 10.                                         | 11 februari 2009                            | België – Slovenië                           | 2 – 0                                       | Vriendschappelijk                           | -                                           |
| 11.                                         | 28 maart 2009                               | België – Bosnië en Herzegovina              | 2 – 4                                       | WK Kwalificatie 2010                        | -                                           |
| 12.                                         | 11 augustus 2010                            | Finland – België                            | 1 – 0                                       | Vriendschappelijk                           | -                                           |
| 13.                                         | 7 september 2010                            | Turkije – België                            | 3 – 2                                       | EK Kwalificatie 2012                        | -                                           |
| 14.                                         | 9 februari 2011                             | België – Finland                            | 1 – 1                                       | Vriendschappelijk                           | -                                           |
| 15.                                         | 2 juni 2012                                 | Engeland – België                           | 1 – 0                                       | Vriendschappelijk                           | -                                           |
| 16.                                         | 15 augustus 2012                            | België – Nederland                          | 4 – 2                                       | Vriendschappelijk                           | -                                           |
| 17.                                         | 7 september 2012                            | Wales – België                              | 1 – 1                                       | WK Kwalificatie 2014                        | -                                           |
| 18.                                         | 11 september 2012                           | België – Kroatië                            | 1 – 1                                       | WK Kwalificatie 2014                        | 45'                                         |
| 19.                                         | 14 november 2012                            | Roemenië – België                           | 2 – 1                                       | Vriendschappelijk                           | -                                           |
| 20.                                         | 29 mei 2013                                 | Verenigde Staten – België                   | 2 – 4                                       | Vriendschappelijk                           | -                                           |
| Als speler bij SC Bastia                    |                                             |                                             |                                             |                                             |                                             |
| 21.                                         | 4 september 2014                            | België – Australië                          | 2 – 0                                       | Vriendschappelijk                           | -                                           |
| Als speler bij FC Nantes                    |                                             |                                             |                                             |                                             |                                             |
| 22.                                         | 29 maart 2016                               | Portugal – België                           | 2 – 1                                       | Vriendschappelijk                           | -                                           |
| Totaal                                      | Totaal                                      | Totaal                                      | Totaal                                      | Totaal                                      | 1                                           |

Bijgewerkt t/m 29 maart 2016

## Palmares
| Belgisch kampioen  | 4x | 2010, 2012, 2013, 2014 |
| Belgische Supercup | 3x | 2010, 2012, 2013       |
| Beker van België   | 1x | 2008                   |